# گودری
گودری شهری در شهرستان کومبیسیری در استان بازگا در بورکینافاسوی مرکزی است و جمعیت آن ۱۲۰۵ نفر است.